# 傳輸時間間隔
TTI （传输时间间隔）（英文：Transmission Time Interval） 是 UMTS 和其他行动通讯技术中的一个参数，为MAC层进行排程的最小时间单位。它是将来自无线电通讯协定架构当中较高层的数据，封装成帧(frame) 以便在无线链路控制层上传输相关。 TTI 是指无线电链路上传输的持续时间。 TTI 与从较高网路层传递到无线连结层的资料块的大小有关。
为了消除无线电通讯链路上的衰落和干扰造成的错误，数据在发射器处，被分成块(blocks)，然后对块(blocks) 当中的位元(bits) 进行编码和纠错。传输一个这样的块(blocks) 所需的时间长度决定了TTI。在接收器处，必需先接收来自给定来自块(blocks) 的所有位元(bits)，然后才能对他们进行解交错和解码。对位元进行解码后，接收器可以估计位元错误率( BER )。并且由于最短的可解码传输是 1 个 TTI，因此可以估计 BER 的最短周期也是 1 个 TTI。因此，在采用基于估计 BER 的自适应调变和编码技术的通讯网路中，用于适应链路条件的预估性能报告之间的最短间格至少为 1 个 TTI。为了能够让无线电通讯链路中得以快速适应不断变化的情况，通讯系统必须要有更短的 TTI。为了更多地受益于交错的效果并提高纠错和压缩技术的效率，系统通常必须具有更长的 TTI。这两个相互矛盾的要求决定了TTI 的选择。
在 UMTS Release '99 中，最短 TTI 为 10 ms ，并且可以是 20 ms、40 ms 或 80 ms。在 UMTS Release-5 中， HSDPA 的 TTI 减少至 2ms。这样做的好处是可以更快地针对链路发生状况时作出反应，并允许系统快速安排传输到临时享受比正常链路条件更好的移动设备。
因此，系统大多数的时间都会透过比平均条件还要更好的链路上传输资料。由于这个原因，系统中的位元速率大部分时间都会高于平均条件所允许的。这也导致了系统容量的增加。
在 1xEV-DO 技术当中的「一个时槽(slot)」 ，与 TTI 不完全相同，但仍然具有相似的功能，就是 1.667 ms。而在 1xEV-DV 中，它的长度可变，可以为 1.25 ms、2.5 ms、5 ms 和 10 ms。